# Фраконалто
Фракона̀лто (на италиански: Fraconalto, до 1927 г. Fiaccone, Фиаконе, на пиемонтски: Fraconàut, Фраконаут, на местен диалект: Fiacòn, Фиакон) е село и община в Северна Италия, провинция Алесандрия, регион Пиемонт. Разположено е на 725 m надморска височина. Населението на общината е 364 души (към 2010 г.).